# Johnny Hooper
Johnathan Masashi Hooper (Los Angeles, 24 de junho de 1997) é um jogador de polo aquático estadunidense.

## Carreira
Johnny Hooper é filho de pai americano e mãe japonesa. Ele se formou na Universidade da Califórnia, Berkeley em 2019. Hooper foi regular no Golden Bears, time esportivo de Berkeley, durante seus quatro anos de faculdade. Em 2016, os Golden Bears venceram o campeonato da National Collegiate Athletic Association. Em 2024 o central jogou como profissional na Itália pelo Telimar Palermo. Hooper é cidadão dos Estados Unidos e do Japão.
A partir de 2017, Hooper jogou na seleção dos EUA. Em 2017, a seleção dos EUA ficou em 13º lugar no Campeonato Mundial em Budapeste. Dois anos depois a equipe alcançou o nono lugar no Campeonato Mundial em Gwangju. Na final dos Jogos Pan-Americanos de 2019, a seleção dos Estados Unidos venceu o Canadá. Nos Jogos Olímpicos de 2021 em Tóquio, Hooper e sua equipe perderam para os espanhóis por 8–12 nas quartas de final. A equipe alcançou a sexta colocação nos jogos de colocação.
Na Copa do Mundo de 2023, em Fukuoka, a seleção dos Estados Unidos ficou em sétimo lugar. Três meses depois, nos Jogos Pan-Americanos de 2023, a seleção norte-americana venceu os brasileiros, com Hooper marcando dois gols nas semifinais. Em 2024, a seleção norte-americana só alcançou a nona colocação na Copa do Mundo de 2024. Nos Jogos Olímpicos de Verão de 2024, em Paris, conquistou a medalha de bronze no torneio masculino do polo aquático, após vencer confronto contra a equipe húngara por 11–8 na disputa pelo terceiro lugar.